# Stabbrandbombe

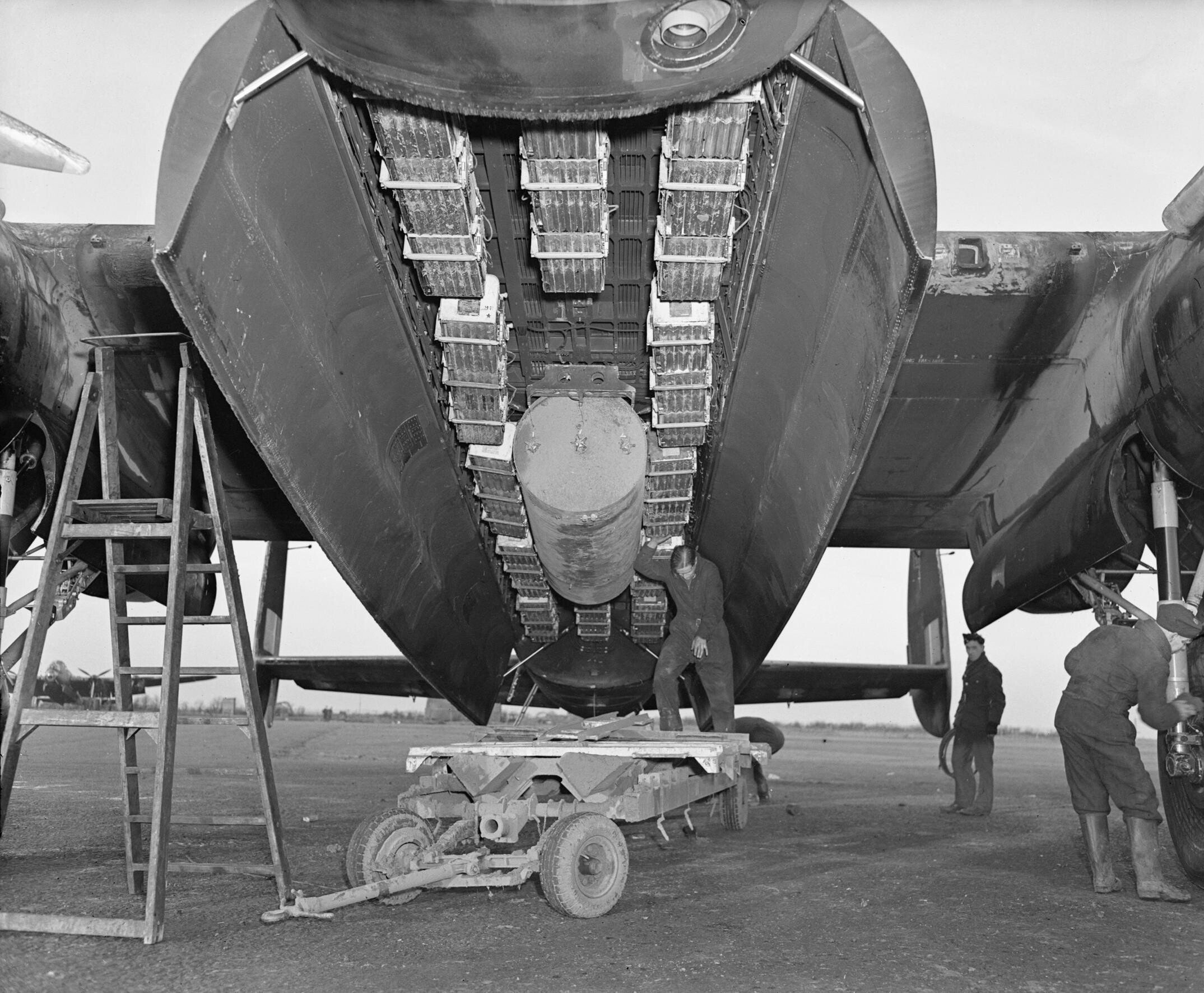
Bombenschacht einer Lancaster – zwecks Ausführung der Area Bombing Directive beladen mit einer Luftmine „Cookie“ und 12 Behältern mit insgesamt 2832 Stabbrandbomben von je 4 pound

Die Stabbrandbombe, auch Brandstab oder Elektron-Thermitstab, ist eine auf der Magnesium-Aluminium-Legierung Elektron basierende Brandbombe, die mit Thermit als Anzündladung entzündet wurde. Sie wurde im Zweiten Weltkrieg im Rahmen der Luftkriegsführung von der britischen Royal Air Force und von der deutschen Luftwaffe eingesetzt. Die britische Variante wurde in den Jahren 1935/1936 im Auftrag des britischen Ministry of Defence durch Imperial Chemical Industries (ICI) entwickelt.

## Technische Beschreibung

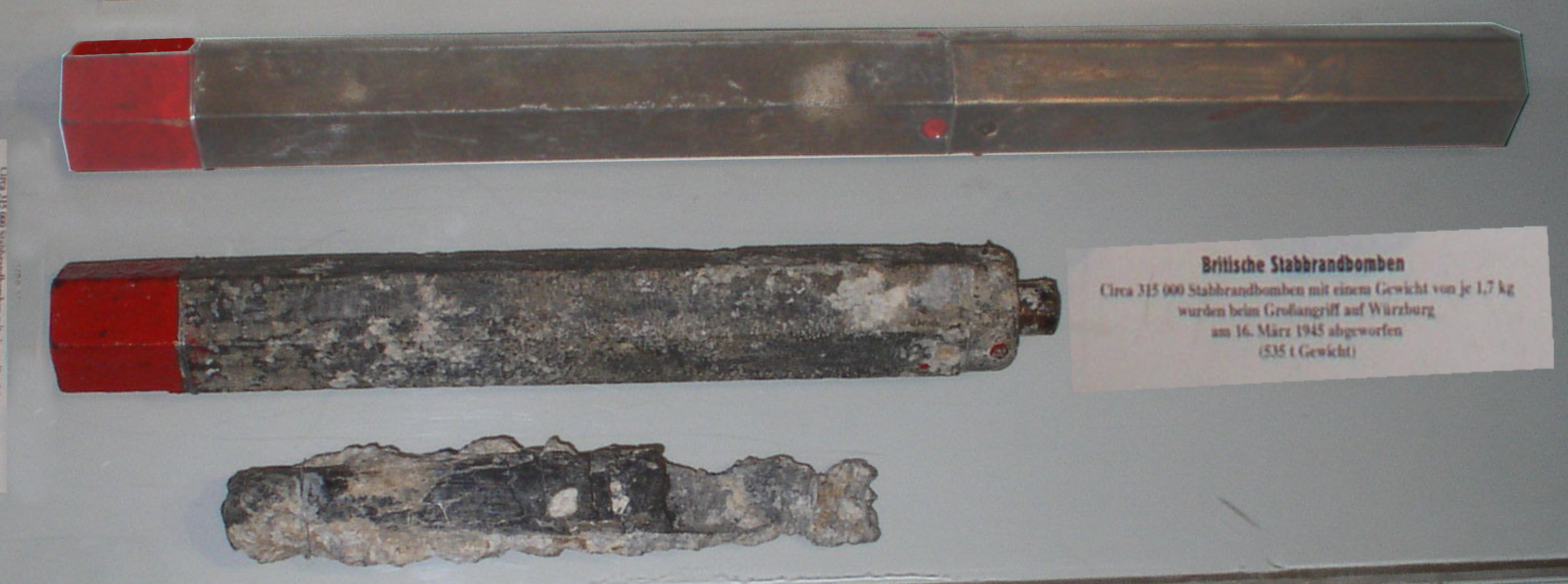
Britische INC 4 LB Stabbrandbombe

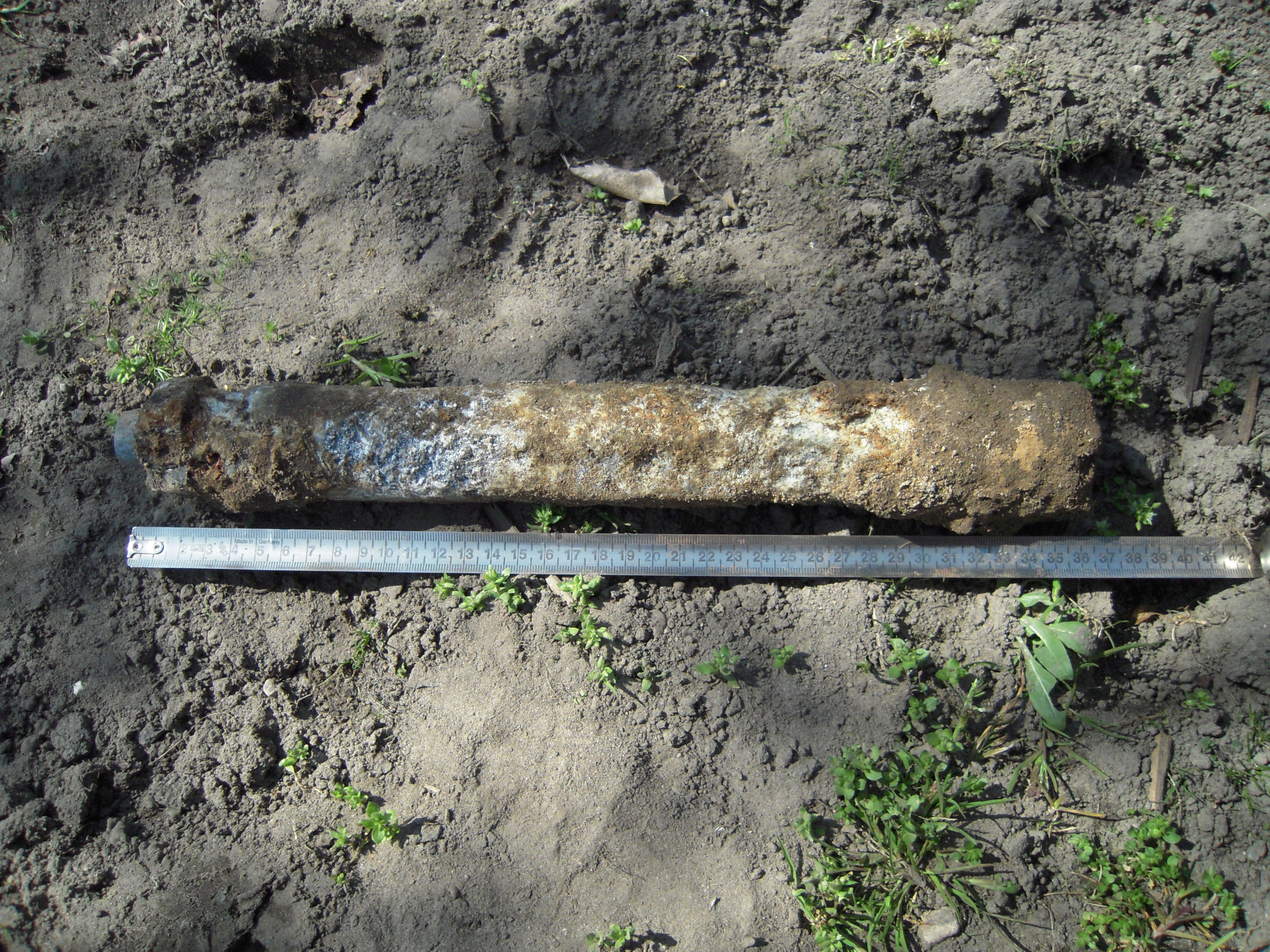
Blindgänger gleichen Typs – gefunden im April 2010 in ca. 0,75 m Tiefe in einer Berliner Kleingarten-Kolonie

Als Beispiel für die vielen verschiedenen Typen und Baumuster soll hier die über Deutschland in großen Mengen abgeworfene englische 1,7 kg schwere Stabbrandbombe vom Typ INC 4 LB (incendiary/brandstiftend, vier Pfund) beschrieben werden. Diese Stabbrandbombe besaß einen sechseckigen Körper mit 41,3 mm (1 5/8") Schlüsselweite und 545 mm (21 1/2") Länge. Davon entfielen ca. 200 mm auf das sechseckige, aus dünnem Blech bestehende Leitwerk und 47 mm (1 7/8") auf den etwa 0,6 kg schweren Stahlkopf. Der eigentliche Brandsatz war die Bombenhülle aus Elektron. Sie war auf ihrer ganzen Länge von einer 25 mm messenden Bohrung durchzogen, welche mit eingepresstem Thermit gefüllt war. An ihrem oberen Ende verdeckt durch das Leitwerk, befand sich der Aufschlagzünder, der über einen Anfeuerungssatz die Thermitfüllung in Brand setzte. Die Verzögerung betrug 25 Sekunden.
Gegen unbeabsichtigtes Auslösen sicherten sich die Stabbrandbomben gegenseitig: Ein federbelasteter Sicherungsstift, der durch die Nachbarbombe eingedrückt wurde, blockierte die Zündnadel des Aufschlagzünders. Erst beim Abwurf über dem Zielgebiet trennten sich die Bomben aus dem Bündel und wurden dadurch scharf. Teilweise wurden mehr als 100 Stück gemeinsam transportiert.

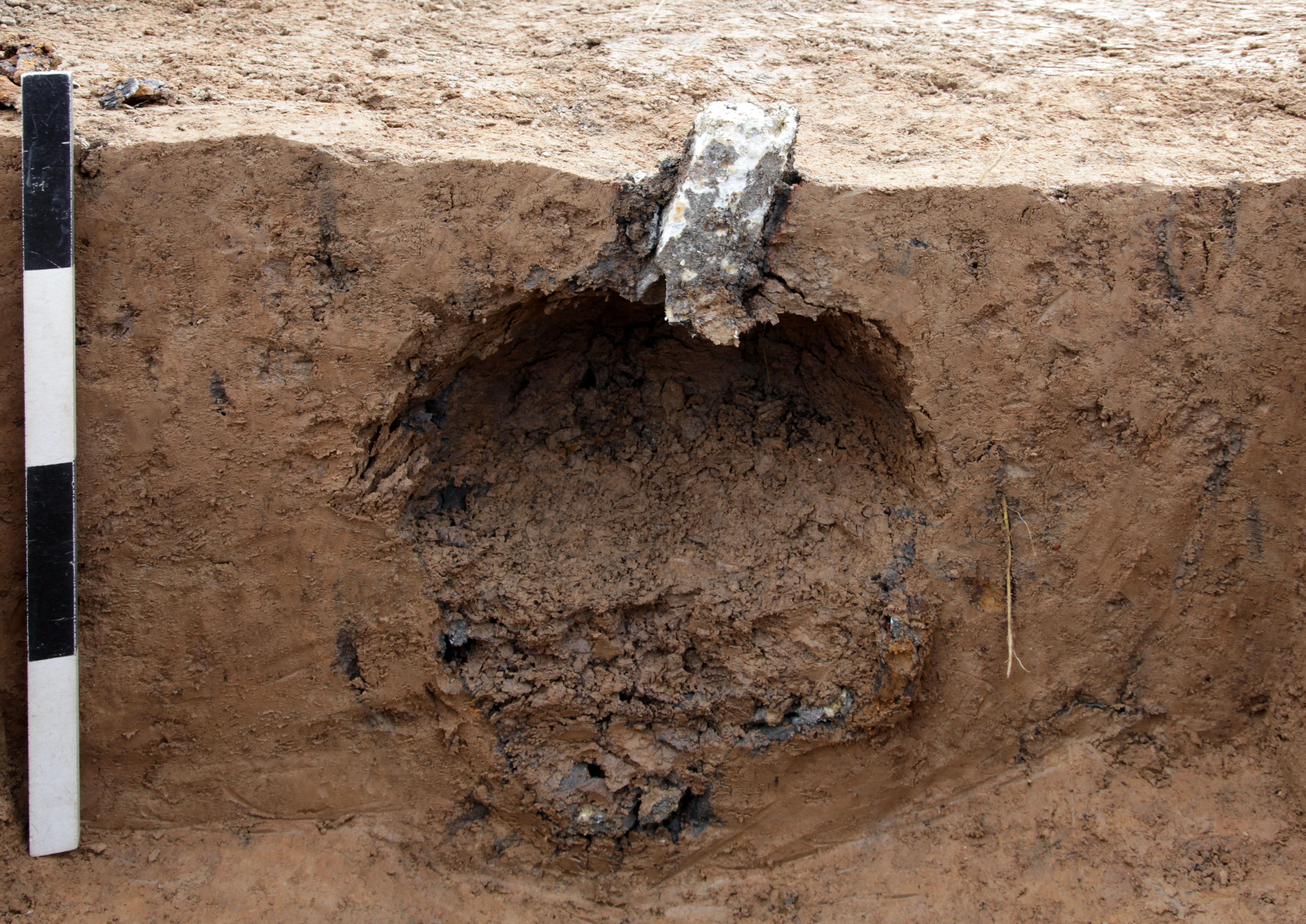
Hohlraum durch Sprengwirkung einer modifizierten Stabbrandbombe, 60 cm tief in Lehmboden, Stadtgebiet Dresden

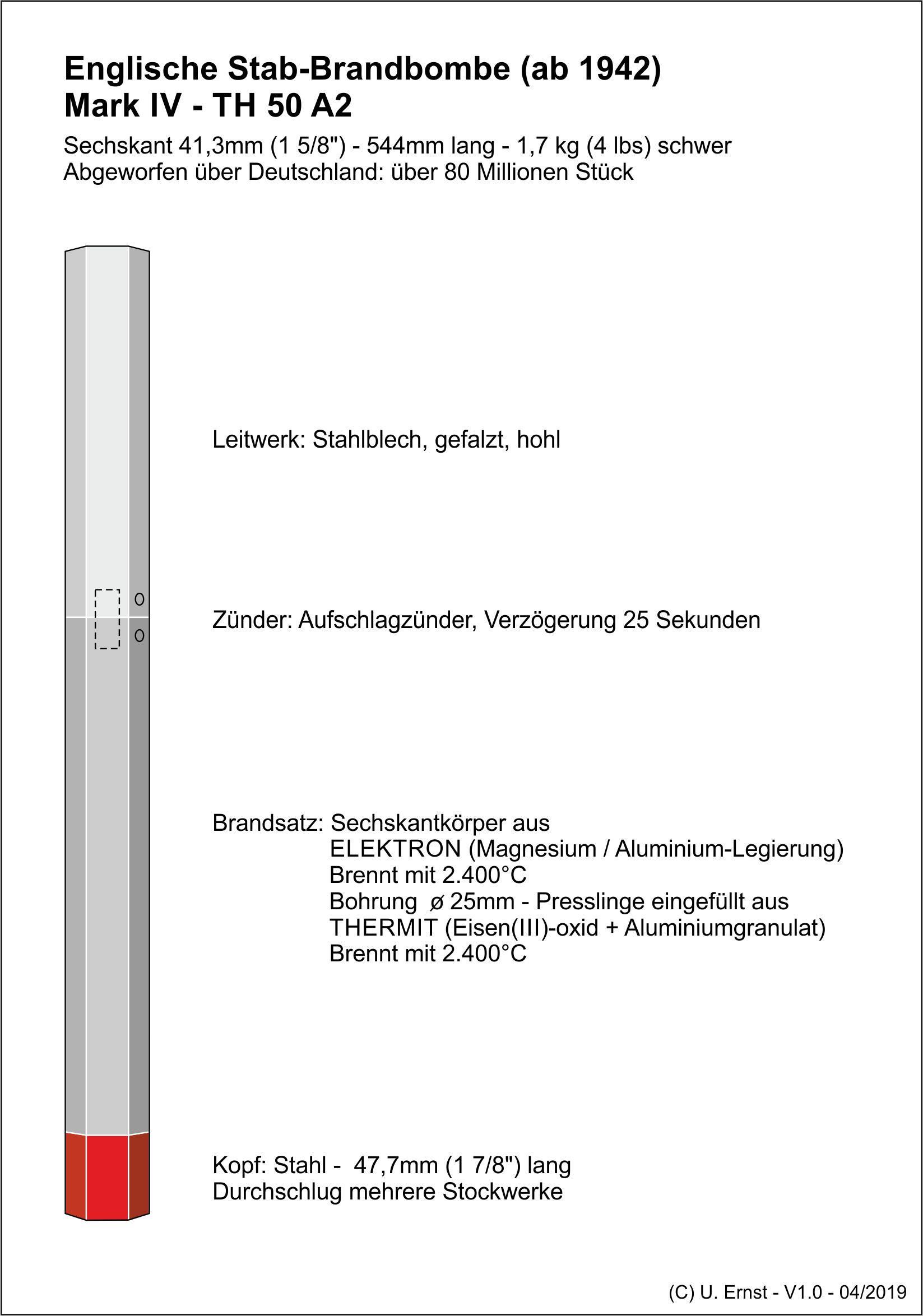
Technische Information über die engl. Stabbrandbombe Mark IV

Die Brenndauer betrug ungefähr acht Minuten; während dieser Phase trat eine starke Stichflamme aus der Stabbrandbombe hervor und zerschmolz diese zu einer weißglühenden brennenden Metallschmelze. Ein direktes Löschen der Stabbrandbombe mit Wasser war nicht möglich, es ließ sich jedoch die unmittelbare Umgebung der Bombe mit Wasser abkühlen bzw. mit Sand abdecken und so der Brandschaden in Grenzen halten. Eine Entschärfung war durch den unempfindlichen Zünder unproblematisch – Handhabung und Transport ebenfalls. Man schlug sie auf den Boden und warf sie weg. Sie brannte dann einfach aus. Durch starke Qualitätsschwankungen gab es bis zu 40 % Blindgänger und Selbstverlöscher.

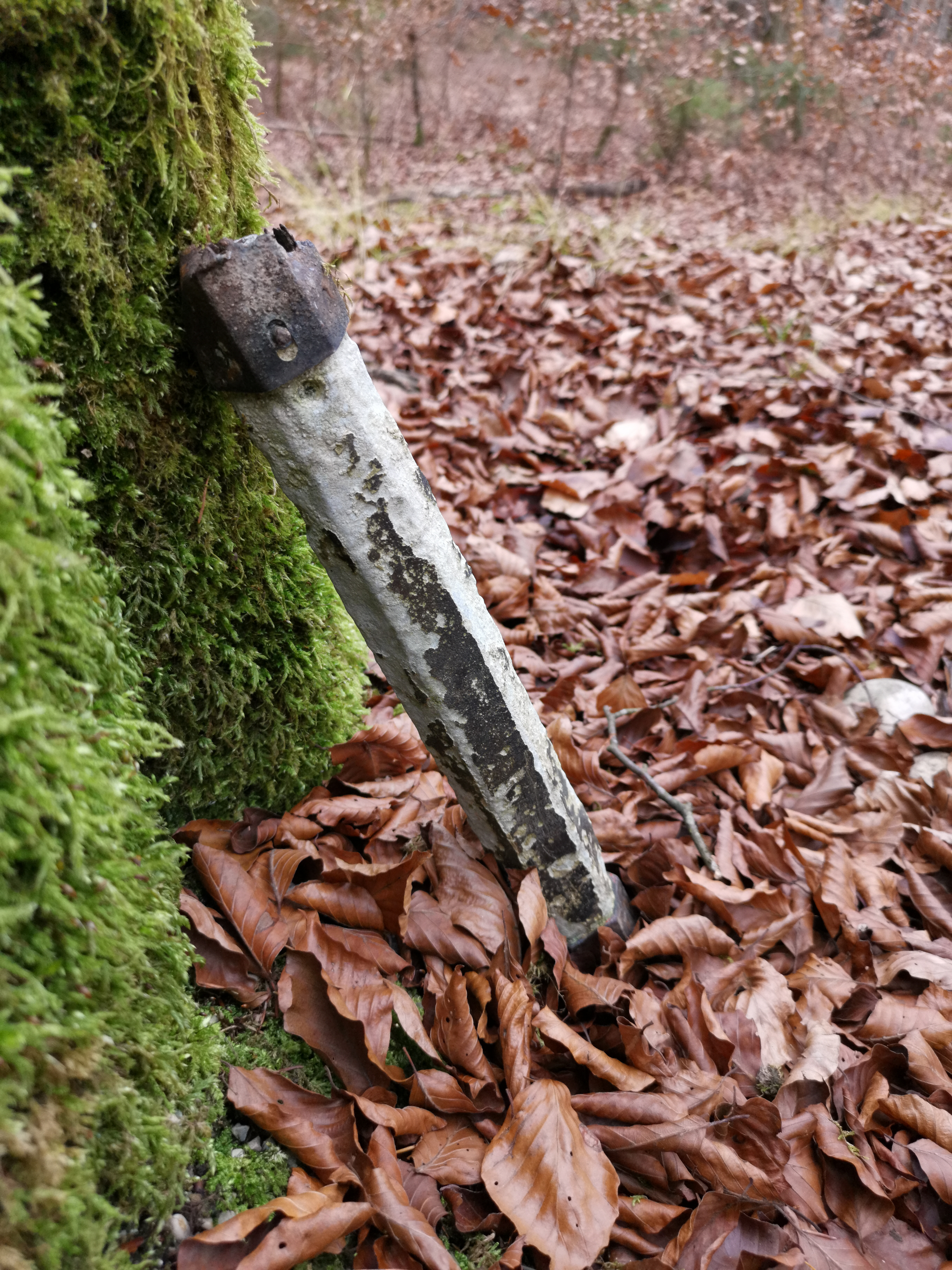
Stabbrandbombe im Forstenrieder Park bei München 2019

Ab 1942 gab es eine Modifikation dieser Brandwaffe, die zusammen mit den normalen Stabbrandbomben abgeworfen wurde: Diese modifizierten Brandstäbe enthielten zusätzlich eine kleine Sprengladung mit starker Splitterwirkung, welche zeitversetzt nach Auslösung der Brandbombe explodierte (in der Regel einige Minuten). Dadurch sollten die Lösch- und Rettungskräfte auf Distanz zur abgeworfenen Brandwaffe gehalten und somit ein frühzeitiges Löschen verhindert werden.

## Produktion
Die Produktion der ersten Elektron-Thermitstäbe begann im Oktober des Jahres 1936 bei ICI. Dieses erste Produktionslos, vergeben vom britischen Verteidigungsministerium, umfasste 4,5 Millionen Stück. Zu Beginn des Zweiten Weltkrieges standen in Großbritannien mehr als fünf Millionen Elektron-Thermitstäbe zur Verfügung. Im Verlaufe des Krieges wurden mehr als 100 Millionen Stück produziert, mehr als 80 Millionen davon wurden über deutschen Städten abgeworfen.

## Einsatzgebiet
Einsatzgebiet des Elektron-Thermitstabes waren dichtbebaute Stadtgebiete mit möglichst hohem Anteil an Holzbauten.
Nur im Zusammenwirken mit brennbaren Stoffen, insbesondere Holz, entfaltete diese Brandbombe ihre Wirkung. Der Elektron-Thermitstab war somit als eine Entzündungswaffe zu verstehen. Stärkste Wirkung entfaltete er im Masseneinsatz gegen dicht bebaute mittelalterliche Altstädte.

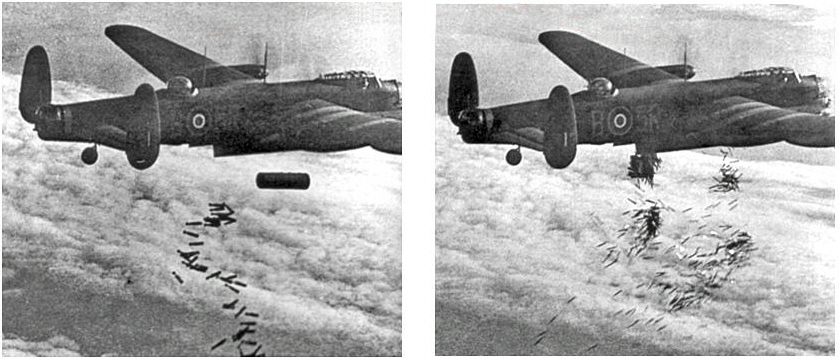
Eine Lancaster wirft 1944 während der Operation Hurricane eine Luftmine und 30-Pfund-Brandbomben (links) sowie Stabbrandbomben (rechts) auf Duisburg ab.

Im Kombinationseinsatz mit einer geringen Anzahl kurz vorher abgeworfener Sprengbomben und Luftminen konnte ein Massenabwurf von Elektron-Thermitstäben großflächige Feuersbrünste hervorrufen. Die Luftminen deckten Dächer ab und zertrümmerten Fensterscheiben. Dadurch ermöglichten sie den Zutritt von Luftsauerstoff an die Brandherde und verhinderten, dass die Stabbrandbomben von den schrägen Dächern auf die Straße fielen. Außerdem behinderten spezielle Sprengbomben mit Zeitzündern die Lösch- und Bergungsarbeiten.
Unter entsprechenden Einsatzbedingungen, insbesondere gegen Siedlungen in Talkessellage und bei Erzeugen eines in Windrichtung offenen Trichters, erfolgte der Masseneinsatz von Elektron-Thermitstäben zum Hervorrufen sogenannter Feuerstürme.
Ein militärischer Einsatz war nur in wenigen, sehr begrenzten Ausnahmefällen sinnvoll, da sich diese Waffe nicht zur Bekämpfung von Punktzielen eignete. Sie boten nur bei Flächenbombardements, also einem Einsatz gegen sehr große bebaute Flächenziele, eine für den Angreifer günstige Kosten-Nutzen-Relation.

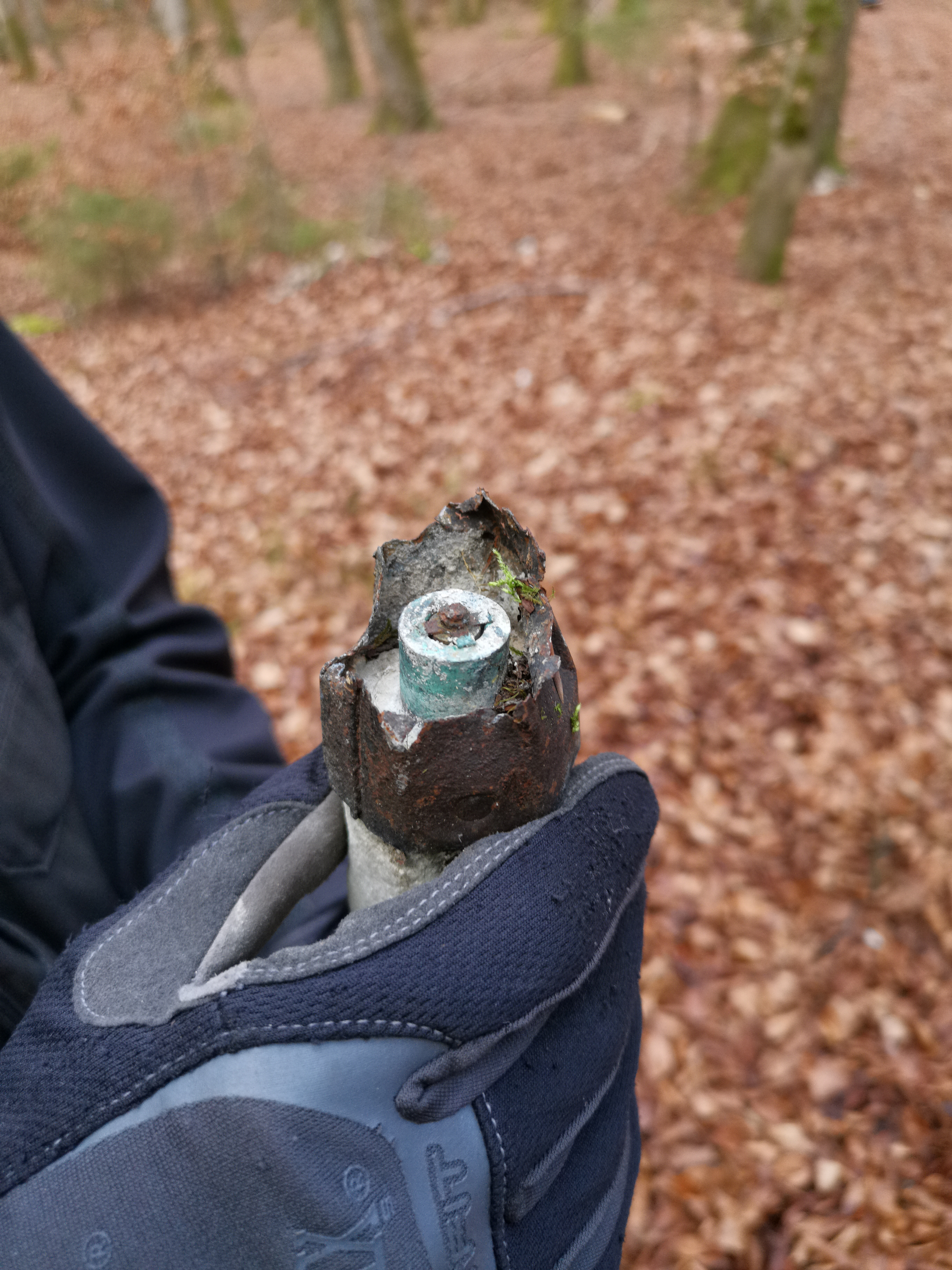
Zündmechanismus und Reste des Leitwerkes.

Bekannte Einsätze der Elektron-Thermitstäbe während des Zweiten Weltkrieges waren die Bombardierung von Coventry durch die deutsche Luftwaffe sowie die Luftangriffe auf Dresden, Chemnitz, Lübeck, Darmstadt, Kassel, Koblenz, Braunschweig, Dortmund, Wuppertal, Hildesheim, Pforzheim, Zweibrücken, Würzburg, Osnabrück, Hamburg und weitere deutsche Städte durch die britische Luftwaffe. So wurden zum Beispiel über Dresden während eines einzigen Angriffs mehr als 650.000 Elektron-Thermitstäbe abgeworfen.

## Die US-amerikanischen Stabbrandbomben
In den USA entstand als erstes die AN-M50-Stabbrandbombe. Diese war eine Weiterentwicklung der britischen Stabbrandbombe INC 4 LB MK II und war 1941 einsatzbereit. Danach folgten die Ausführungen AN-M52, AN-M54 und AN-M126. Letztere blieb bis Ende der 1960er-Jahre im Bestand der US-Streitkräfte. Für die Angriffe auf die japanischen Städte wurden die mit Napalm gefüllten Stabbrandbomben AN-M69 und AN-M74 entwickelt. Alle amerikanischen Stabbrandbomben wurden durch den Chemical Warfare Service (CWS) entwickelt und produziert.

## Die deutschen Stabbrandbomben

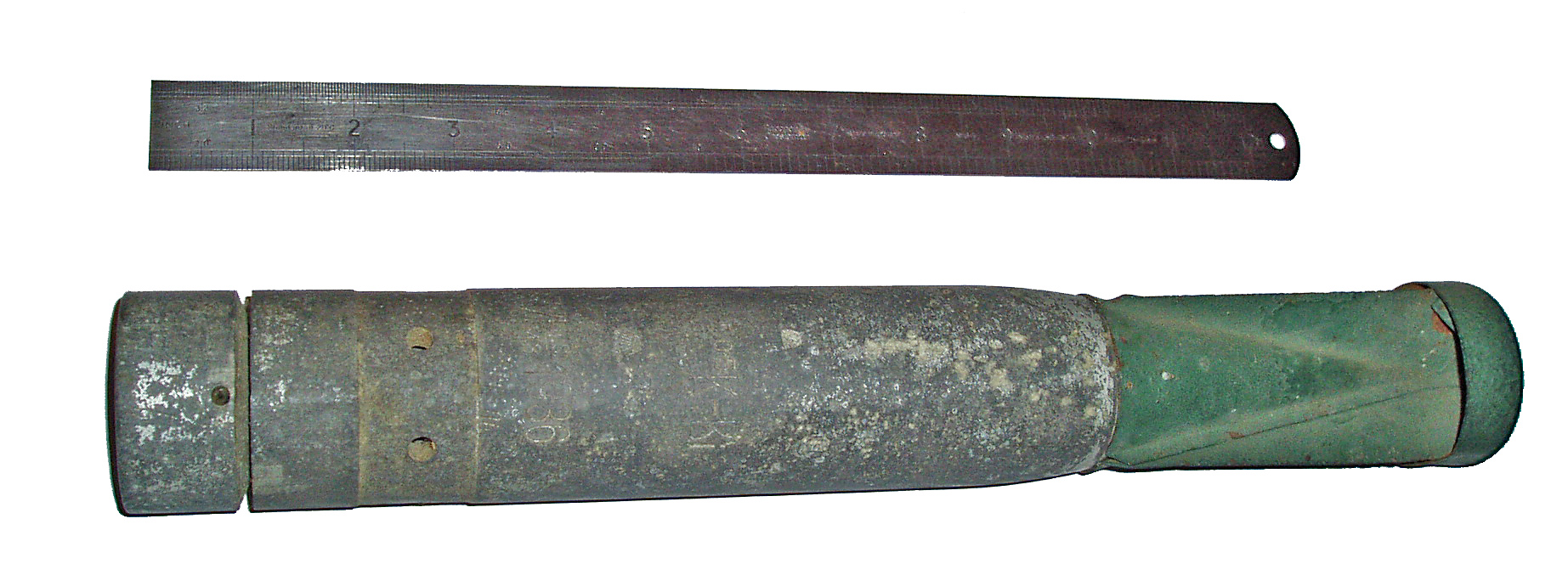
Deutsche 1-kg-Stabbrandbombe aus dem Zweiten Weltkrieg

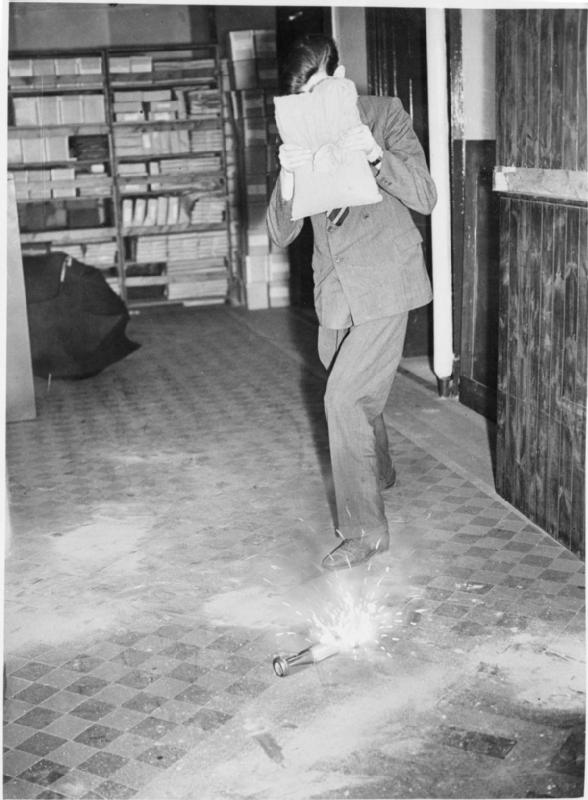
1944: Illustration einer britischen Anleitung, wie eine brennende deutsche 1-kg-Stabbrandbombe mit Hilfe eines Sandsacks zu löschen sei

Auf deutscher Seite war die erste Elektron-Brandbombe bereits im Juli 1918 fertig entwickelt und einsatzbereit, ein erster Einsatz im August 1918 soll jedoch auf direkten Befehl des deutschen Kaisers nicht erfolgt sein.
Die deutsche Luftwaffe setzte 1937 erstmals (durch die Legion Condor) die Elektron-Thermit-Stabbrandbombe B 1 E der I.G. Farben in Spanien ein. Im weiteren Verlauf des Zweiten Weltkriegs wurde nur noch die ebenfalls 35 cm lange und 1,3 kg schwere Type B 1,3 E mit stählernem Kopfstück verwendet.
Von beiden Varianten wurden ebenfalls Modifikationen mit einer „Zerleger“-Sprengladung von 8 bis 15 Gramm PETN eingesetzt, die zwischen 30 Sekunden und fünf Minuten nach der Auslösung der Brandbombe detonierte. Eine Weiterentwicklung war die B 2 EZ: Sie bestand aus einer B 1,3 E, die am Kopf eine zusätzliche Sprengladung von 60 Gramm PETN besaß. Beim Aufschlag der Bombe wurde die eigentliche Brandbombe wie üblich gezündet und gleichzeitig der Zusatzsprengkopf abgestoßen, der nach zwei, vier oder sechs Minuten detonierte.